# Selvagryllus tibialis
Selvagryllus tibialis is een rechtvleugelig insect uit de familie krekels (Gryllidae). De wetenschappelijke naam van deze soort is voor het eerst geldig gepubliceerd in 1897 door Saussure.